# Manuel Nájera
Manuel Nájera Siller (20 de diciembre de 1952) es un exfutbolista mexicano. Jugó en la selección de fútbol de México que participó en la Copa Mundial de Fútbol de 1978.

## Trayectoria
Es el único jugador con el récord vigente que jugando para los Leones Negros de la UdG que vistiendo esta camiseta haya sido convocado para jugar un Mundial. Nájera está considerado como los primeros defensas laterales que iban alegremente al ataque y con su velocidad podían regresar fácilmente a defender ya que tenía las cualidades, de potencia, resistencia, velocidad y fineza para tocar el balón con ambos perfiles, siendo de esta forma que muchos de sus entrenadores lo ponían por lateral de la izquierda siendo un derecho natural.
Poseedor de un Citlalli, trofeo que otorga la FMF al mejor jugador de la nación en su posición de cada temporada.
Vistió la camiseta de los Leones Negros de la Universidad de Guadalajara, con quien jugó dos finales de liga; Club Social y Deportivo Jalisco, el Club de Fútbol Monterrey, los camoteros del Puebla y el Club Zacatepec durante su carrera todos en primera división profesional.

## Clubes
| Club                     | País   | Año       |
| ------------------------ | ------ | --------- |
| Zacatepec                | México | 1971-1973 |
| Puebla                   | México | 1973-1975 |
| Leones Negros de la UdeG | México | 1975-1979 |
| Jalisco                  | México | 1979-1980 |
| Monterrey                | México | 1980-1983 |

## Participaciones en Copas del Mundo
| Mundial                        | Sede      | Resultado    |
| ------------------------------ | --------- | ------------ |
| Copa Mundial de Fútbol de 1978 | Argentina | Primera fase |